# Coupe de Russie de football 2011-2012
Navigation
Coupe de Russie 2010-2011 Coupe de Russie 2012-2013
La Coupe de Russie 2011-2012 est la 20e édition de la Coupe de Russie depuis la dissolution de l'URSS.
Le Rubin Kazan remporte la compétition face au Dynamo Moscou et se qualifie pour la phase de groupes de la Ligue Europa 2012-2013.

## Seizièmes de finale
Les clubs de première division font leur entrée à ce tour.
| Date            | Club                                   | Score              | Club                          |
| --------------- | -------------------------------------- | ------------------ | ----------------------------- |
| 17 juillet 2011 | FK Istra (D3)                          | 0 - 1              | (D1) Spartak Moscou           |
| 17 juillet 2011 | Chinnik Iaroslavl (D2)                 | 0 - 1              | (D1) Volga Nijni Novgorod     |
| 17 juillet 2011 | Torpedo Vladimir (D2)                  | 3 - 0              | (D1) Spartak Naltchik         |
| 17 juillet 2011 | FK Nijni Novgorod (D2)                 | 0 - 2              | (D1) Terek Grozny             |
| 17 juillet 2011 | FK Khimki (D2)                         | 2 - 3              | (D1) Zénith Saint-Pétersbourg |
| 17 juillet 2011 | Dinamo Briansk (D2)                    | 3 - 1 ap           | (D1) Kouban Krasnodar         |
| 17 juillet 2011 | Mordovia Saransk (D2)                  | 0 - 5              | (D1) Dynamo Moscou            |
| 17 juillet 2011 | Volga Oulianovsk (D3)                  | 0 - 3              | (D1) Anji Makhatchkala        |
| 17 juillet 2011 | Volgar-Gazprom Astrakhan (D2)          | 1 - 0              | (D1) CSKA Moscou              |
| 17 juillet 2011 | Fakel Voronej (D2)                     | 2 - 1              | (D1) FK Krasnodar             |
| 17 juillet 2011 | Metallourg-Oskol Stary Oskol (D3)      | 0 - 1              | (D1) Tom Tomsk                |
| 17 juillet 2011 | Jemtchoujina Sotchi (D2)               | 1 - 2              | (D1) FK Rostov                |
| 17 juillet 2011 | Oural Iekaterinbourg (D2)              | 0 - 0 ap 5 - 6 tab | (D1) Rubin Kazan              |
| 17 juillet 2011 | Metallourg-Kouzbass Novokouznetsk (D3) | 0 - 1              | (D1) Amkar Perm               |
| 17 juillet 2011 | Ienisseï Krasnoïarsk (D2)              | 0 - 2              | (D1) Lokomotiv Moscou         |
| 17 juillet 2011 | Luch-Energia Vladivostok (D2)          | 1 - 0 ap           | (D1) Krylia Sovetov Samara    |

## Huitièmes de finale
| Date              | Locaux                        | Score              | Visiteurs                     |
| ----------------- | ----------------------------- | ------------------ | ----------------------------- |
| 20 septembre 2011 | Fakel Voronej (D2)            | 2 - 0              | (D2) Volgar-Gazprom Astrakhan |
| 21 septembre 2011 | Terek Grozny (D1)             | 2 - 0              | (D2) Torpedo Vladimir         |
| 21 septembre 2011 | Amkar Perm (D1)               | 0 - 2              | (D1) FK Rubin Kazan           |
| 21 septembre 2011 | Dynamo Moscou (D1)            | 1 - 0 ap           | (D1) Anji Makhatchkala        |
| 21 septembre 2011 | FK Rostov (D1)                | 3 - 1              | (D1) Tom Tomsk                |
| 21 septembre 2011 | Lokomotiv Moscou (D1)         | 1 - 0              | (D2) Luch-Energia Vladivostok |
| 21 septembre 2011 | Zénith Saint-Pétersbourg (D1) | 2 - 0              | (D2) Dinamo Briansk           |
| 21 septembre 2011 | Spartak Moscou (D1)           | 1 - 1 ap 5 - 6 tab | (D1) Volga Nijni Novgorod     |

## Quarts de finale
| Date         | Locaux                        | Score              | Visiteurs             |
| ------------ | ----------------------------- | ------------------ | --------------------- |
| 21 mars 2012 | Rubin Kazan (D1)              | 4 - 0              | (D1) Lokomotiv Moscou |
| 21 mars 2012 | Zénith Saint-Pétersbourg (D1) | 0 - 1              | (D1) Dynamo Moscou    |
| 22 mars 2012 | Volga Nijni Novgorod (D1)     | 2 - 1 ap           | (D1) Terek Grozny     |
| 22 mars 2012 | FK Rostov (D1)                | 0 - 0 ap 4 - 3 tab | (D2) Fakel Voronej    |

## Demi-finales
| Date          | Locaux             | Score | Visiteurs                 |
| ------------- | ------------------ | ----- | ------------------------- |
| 11 avril 2012 | Rubin Kazan (D1)   | 2 - 0 | (D1) FK Rostov            |
| 11 avril 2012 | Dynamo Moscou (D1) | 2 - 1 | (D1) Volga Nijni Novgorod |

## Finale
| ·                |                    |     |
| Titulaires :     |                    |     |
|                  |                    |     |
| 1                | Anton Chounine     |     |
| 4                | Igor Shitov        | 93e |
| 6                | Leandro Fernández  |     |
| 13               | Vladimir Granat    |     |
| 33               | Vladimir Rykov     |     |
| 7                | Balázs Dzsudzsák   |     |
| 8                | Zvjezdan Misimović | 82e |
| 19               | Aleksandr Samedov  |     |
| 21               | Igor Semchov       |     |
| 10               | Andriy Voronin     |     |
| 22               | Kevin Kurányi      |     |
|                  |                    |     |
| Remplaçants :    |                    |     |
| 5                | Alexandru Epureanu | 63e |
| 9                | Aleksandr Kokorin  | 82e |
|                  |                    |     |
| Entraîneur :     |                    |     |
| Sergueï Silikine |                    |     |

| ·              |                      |       |
| Titulaires :   |                      |       |
|                |                      |       |
| 1              | Sergueï Ryjikov      |       |
| 2              | Oleg Kouzmine        |       |
| 3              | Cristian Ansaldi     |       |
| 4              | César Navas          |       |
| 76             | Roman Charonov       |       |
| 8              | Aleksandr Ryazantsev |       |
| 23             | Roman Eremenko       |       |
| 61             | Gökdeniz Karadeniz   | 90+5e |
| 66             | Bibras Natkho        |       |
| 18             | Nelson Valdez        | 90e   |
| 25             | Vladimir Diadioune   | 87e   |
|                |                      |       |
| Remplaçants :  |                      |       |
| 27             | Salvatore Bocchetti  | 87e   |
| 28             | Sergueï Davydov      | 90e   |
| 7              | Piotr Bystrov        | 90+5e |
|                |                      |       |
| Entraîneur :   |                      |       |
| Kurban Berdyev |                      |       |

| ·                |                    |     |
| Titulaires :     |                    |     |
|                  |                    |     |
| 1                | Anton Chounine     |     |
| 4                | Igor Shitov        | 93e |
| 6                | Leandro Fernández  |     |
| 13               | Vladimir Granat    |     |
| 33               | Vladimir Rykov     |     |
| 7                | Balázs Dzsudzsák   |     |
| 8                | Zvjezdan Misimović | 82e |
| 19               | Aleksandr Samedov  |     |
| 21               | Igor Semchov       |     |
| 10               | Andriy Voronin     |     |
| 22               | Kevin Kurányi      |     |
|                  |                    |     |
| Remplaçants :    |                    |     |
| 5                | Alexandru Epureanu | 63e |
| 9                | Aleksandr Kokorin  | 82e |
|                  |                    |     |
| Entraîneur :     |                    |     |
| Sergueï Silikine |                    |     |

| ·              |                      |       |
| Titulaires :   |                      |       |
|                |                      |       |
| 1              | Sergueï Ryjikov      |       |
| 2              | Oleg Kouzmine        |       |
| 3              | Cristian Ansaldi     |       |
| 4              | César Navas          |       |
| 76             | Roman Charonov       |       |
| 8              | Aleksandr Ryazantsev |       |
| 23             | Roman Eremenko       |       |
| 61             | Gökdeniz Karadeniz   | 90+5e |
| 66             | Bibras Natkho        |       |
| 18             | Nelson Valdez        | 90e   |
| 25             | Vladimir Diadioune   | 87e   |
|                |                      |       |
| Remplaçants :  |                      |       |
| 27             | Salvatore Bocchetti  | 87e   |
| 28             | Sergueï Davydov      | 90e   |
| 7              | Piotr Bystrov        | 90+5e |
|                |                      |       |
| Entraîneur :   |                      |       |
| Kurban Berdyev |                      |       |